# Heinrich Buuck
Heinrich Buuck (ur. 1913, zm. ?) – zbrodniarz hitlerowski, esesman, członek załogi niemieckiego obozu koncentracyjnego Buchenwald.
Z zawodu farmer. Pełnił służbę jako strażnik w Sonnenbergu, podobozie Buchenwaldu, od września 1944 do kwietnia 1945. Brał udział w ewakuacji obozu na przełomie kwietnia i maja 1945. Zamordował wówczas kilku więźniów.
Po zakończeniu wojny Buuck został osądzony przez amerykański Trybunał Wojskowy w Dachau w dniach 13–14 października 1947. Skazany został na karę śmierci przez powieszenie. W wyniku rewizji wyrok zamieniono na dożywotnie pozbawienie wolności. Zwolniony został z więzienia w 1954 roku.